# شهرستان درگز
شهرستان دَرگَز یکی از شهرستان های استان خراسان رضوی در شمال شرقی ایران است.
از اماکن دیدنی این شهر می‌توان به تفرجگاه دهانه زو رودخانه درونگر و دره چریک و  آب گرم و پارک ملی تندوره اشاره کرد. از مهم‌ترین سوغات درگز می‌توان به برنج درونگر اشاره کرد. همچنین کشمش و گردو درگز از مرغوبیت خاصی برخوردار است. از دیگر رهاوردهای درگز جارو، سیب درختی لبنانی و عباسی و گلابی است. از مشاهیر این شهرستان می‌توان به نادر شاه، محمد بن عبدالکریم شهرستانی، انوری ابیوردی، علیرضا شیرپور،ابوسعید ابوالخیر، علی صیاد شیرازی و احمد بن شعیب نسائی اشاره کرد.
این شهرستان در سال ۱۳۲۷ از شهرستان قوچان جدا و مستقل شده‌است.

## جغرافیا
██ معتدل خزری بسیار مرطوب
██ معتدل خزری
██ مدیترانه‌ای با باران بهاره
██ مدیترانه‌ای
██ کوهستانی سرد
██ کوهستانی بسیار سرد
██ نیمه‌بیابانی سرد
██ نیمه‌بیابانی گرم
██ بیابانی خشک
██ بیابانی خشک گرم
██ خشک ساحلی گرم
██ خشک ساحلی

نقشه اقلیمی ایران. شهرستان درگز در منطقه مدیترانه‌ای با باران بهاره قرار گرفته‌است.

شهرستان درگز از جمله شهرستان‌های شمال استان خراسان است که بین۲۹٫۵۸ تا۳۷٫۵۹طول جغرافیایی و ۴۳٫۳۷تا ۵۵٫۳۶عرض جغرافیایی واقع شده‌است. از شمال به جمهوری ترکمنستان و از شرق به شهرستان مشهد، از جنوب به شهرستان‌های چناران و قوچان و از مغرب به شهرستان قوچان محدود است.
وسعت آن ۴۱۹۴ کیلومتر مربع معادل ۴/۱ درصد مساحت کل استان است. درگز در فاصله ۱۳۱ کیلومتری شهر قوچان و ۲۶۵ کیلومتری شهر مشهد قرار گرفته‌است. ارتفاع آن از سطح دریا ۴۸۰ متر می‌باشد.
این شهرستان با جمهوری ترکمنستان حدود ۱۵۵/۲۵ کیلومتر مرز مشترک دارد. شهرستان درگز عمدتاً کوهستانی می‌باشد و فقط دشت درگز در میان رشته کوه‌های هزار مسجد پست و هموار است. از کوه‌های مهم آن الله اکبر که از رشته‌کوه هزارمسجد است، کوه چوریک، کوه مانیس، کوه خرپشتی داغ هستند. دو رودخانه دائمی به نام‌های درونگر و زنگلانلو با آبی هر کدام حدود ۸۰۰ لیتر در ثانیه و دو رودخانه فصلی به نام‌های کال شور صداقت و گرنی در آن جریان دارند. رود درونگر که بر زندگی مردم منطقه اهمیت زیادی دارد. رود زنگلانلو و رود قره‌تیکان نیز در این شهرستان جریان دارد.
معادن و منابع زیرزمینی درگز هم شامل آهک، گج، سرب، گل سرشور، سنگ مرمر است.
این منطقه به دلیل اینکه در داخل کوهستان هزار مسجد واقع است دارای آب وهوای سرد کوهستانی است البته در نواحی پست گرم و پوشیده از مراتع و چمنزار است. مرکز شهرستان درگز از آب وهوای گرم و نیمه‌مرطوبی برخوردار است که بیشترین درجه حرارت در تابستان ۳۸ درجه بالای صفر وکمترین آن در زمستان ۲درجه زیر صفر است ومیزان بارندگی سالانه آن ۳۵۰ میلی‌متر می‌باشد. میزان بارش شهرستان درگز در سال آبی ۹۳–۱۳۹۲ طبق آمار شرکت مدیریت منابع آب ایران ۱۴۸٫۵ میلی‌متر گزارش شده‌است که نسبت به سال قبل از آن با بارش ۲۲۰٫۳ تا تاریخ ۱۱ خرداد ۱۳۹۳، ۳۲٫۶ درصد کاهش نشان می‌دهد.
درگز که تا تهران ۹۴۳ کیلومتر و تا مشهد ۲۶۵ کیلومتر فاصله دارد از شمال به مرز ایران و ترکمنستان از مشرق و جنوب شرقی به مشهد از جنوب به چناران و از مغرب به قوچان محدود و مختصات آن ۳۷ درجه و ۳۶ دقیقه عرض شمالی و ۵۹ درجه و ۶ دقیقه طول شرقی است.

## تقسیمات کشوری
شهرستان درگز دارای چهار بخش، هفت دهستان و چهار شهر می‌باشد.
شهرستان درگز از چهار بخش ˈمرکزی، نوخندان، چاپشلو و لطف آبادˈ تشکیل شده‌است. بخش نوخندان از دو دهستان به نام‌های شهرستانه به مرکزیت برج قلعه شامل ۱۸ آبادی و درونگر که ۱۷ آبادی را در خود جای داده‌است. بخش چاپشلو که شامل دهستان‌های قره باشلو و میانکوه که حدود ۵۰ آبادی دارد و بخش لطف آباد از دو دهستان دیباج با ۱۱ آبادی و زنگلانلو با ۹ آبادی تشکیل شده‌است.
- بخش مرکزی شهرستان درگز
  - دهستان تکاب

شهر: درگز
- بخش نوخندان
  - دهستان درونگر
  - دهستان شهرستانه

شهر: نوخندان
- بخش لطف‌آباد
  - دهستان دیباج
  - دهستان زنگلانلو

شهر: لطف‌آباد
- بخش چاپشلو
  - دهستان قره‌باشلو
  - دهستان میانکوه

شهر: چاپشلو

## تاریخچه
منطقه در دوران باستان و کهن:
شهر و ناحیه درگز از دوران پیش از اسلام تاکنون داراگرد، نسیایا، آپاوارتاکن، باورد، ابیورد، اتک، نسایا، نسا، درون، خاوران و دریجز نامیده می‌شده‌است. ناحیه درگز در گذشته یکی از نقاط مهم باستانی پارت و خراسان بود که به موجب قرارداد ننگین آخال ۱۲۶۱ هـ. ش / ۱۸۸۲ م، کناره آباد و تاریخی آن، از تجن تا نزدیکی عشق آباد، از ایران جدا شده و جزء ترکمنستان گردید.
دربارهٔ نامگذاری این شهرستان، تاکنون داوری‌های گوناگونی شده‌است:
- شماری گفته‌اند چون در این ناحیه بیشه و درخت گز زیادی وجود داشته، به «دره گز» سرشناس شده‌است، که این نامگذاری درست نیست.
- داوری درست‌تر، از سده ۳ پ. م، یعنی زمان اشکانیان است. پس از آن که اشکانیان علیه سلوکیان برخاستند، اشک اول (ارشاک) در ضمن نبرد کشته شد، ولی برادرش تیرداد به پیروزی رسید و شهری به نام داراگرد، در پارتیای اصلی بنیاد گذارد. آپاوارتاکن، که بعضی آن را پارتیای اصلی و شماری پارتیای ویژه نوشته‌اند، به ناحیه شمال پارت گفته می‌شود. پیرنیا بر پایه نوشته‌های تاریخ و جغرافی نگاران پیشین، پارت اصلی را کوهستان و دشت کردان در خراسان و اتک و به بیان دیگر بین بیابان مشهد و کویر خوارزم دانسته‌است. ایزیدور خاراکسی محل شهر دارا را در شمال پارت تعیین کرده و به آن «آپاوارتانن» گفته‌است. ژوستن محل این شهر را در دامنه کوه زاپاتنن و پلین، دانشمند رومی در دامنه کوه آپاوارتن دانسته‌اند.

دایرة المعارف اسلامی، ابیورد را سرزمین نیاکان اشکانی و محل شهر دارا را در آن جا تعیین کرده‌است؛ بنابراین بایستی شهر «دارا» در دامنه کوه‌های درگز قرار داشته باشد. از آن جا که به گفته پلوتارک و تأیید هارولد لمب، دارا، آخرین پادشاه هخامنشی در این ناحیه کشته شده‌است، اشکانیان نام پایتخت نخستین خود را «داراگرد» نهاده‌اند. «گرد» در روزگار کهن، به معنای شهر بوده و داراگرد به معنی شهر دارا نیز روی همین معنا پدید آمده‌است. در روزگار ساسانیان تغییرات زیادی در حد و حدود شهرهای این منطقه صورت گرفت و ابیورد که شامل منطقه وسیعی بوده و تا دامنه کوه‌های درگز گسترده بوده‌است، مرکزیت پیدا کرد.
پس از تسلط اعراب، این سرزمین یکی از پایگاه‌های مهم مسلمانان شد. بعضی از محققان معتقدند که در قلعه داراگرد که در زمان ساسانیان مرکز روحانیون زرتشتی و دارای ضرابخانه بوده‌است، در اواخر قرن اول هجری قمری سکه ضرب شده‌است. حدود منطقه ابیورد در این زمان از سرخس تا نسا گسترده بوده‌است. این سرزمین که در انتهای دشت قراقوم بر سر راه قبایل مختلف مهاجم دشت‌های داخلی آسیا در ابتدای اولین خطه جلگه‌های حاصلخیز خراسان قرار گرفته‌است، بنابر موقعیت طبیعی و نظامی از دیر باز محل کشمکش‌ها و زد و خوردهای اقوام مختلف بوده‌است. با سقوط سامانیان دفاع ولایات شمالی ایران در برابر حملات چادرنشین‌ها به سستی گرائید و هجوم صحرا نشینان آسیای مرکزی به خراسان فزونی گرفت.
در روزگار سلطان محمود غزنوی، ترکمانان (غزان) به منطقه نسا و ابیورد و درگز هجوم آوردند و در این شهرها سکنی گزیدند و ترکی شدن این نواحی آغاز گردید. محققان محلی دوران سلجوقیان و اوایل خوارزمشاهیان را دوره شکوفایی خاوران (ابیورد را از قرن ۴ به بعد خاوران می‌گفتند) نامیده‌اند، شیخ محمد شهرستانی، انوری ابیوردی، اسعد مهنه‌ای و … از این سرزمین برخاستند. به همت اینان خاوران یکی از مراکز علمی شد. به روزگار چنگیز، پسرش «تولی» ابیورد را تصرف کرد و به نهب و تاراج اهالی پرداخت و آن شهر زیبا را که در آن عالمی از عمارات موج می‌زد با خاک یکسان نمود و اکثر مردم را از دم تیغ گذراند. البته ابیورد در نهضت‌های شیعه که در اواخر دوران بنی امیه در سراسر خراسان صورت گرفته بود سهمی بزرگ داشت و نیز در قیام‌های علیه حکام عباسی در قرن سوم هجری شرکت جستند. در زمان خلافت هارون ۱۸۵ ق. شخصی به نام ابوالخسیب ضد عباسیان و عامل آنان در خراسان قیام کرد و بر ابیورد تسلط پیدا کرد. این شهر با این همه عظمت و بزرگی پس از هجوم مغولان و بعد از او تیمور، رونق خود را از دست داد و از اواخر قرن هشتم که شهرها و آبادی‌های این منطقه مورد تجاوز و اشغال ازبکان قرار گرفت دوران قدرت آن شروع گردید.
در اوایل عصر افشاری ساختن مسجد بزرگی در مولود آباد (زادگاه نادر) و برخی ساختمان‌ها در شهر، نشانی از گسترش و رونق درگز می‌باشد، ولی ویرانی‌هایی که ناشی از تهاجمات اقوام همسایه بود، همراه با عدم توجه حکومت مرکزی و خصوصاً جدایی قسمت آباد و تاریخی آن (با ۹ هزار خانوار جمعیت و ۲۴ شهرک و روستا) که نام ابیورد را نیز با خود دارد، توانائی‌های این شهر را به فراموشی سپرد. اکنون اندک آثار به جا مانده در شهر درگز مربوط به حاشیه باز یکی از دامنه کوه‌های هزار مسجد (درگز فعلی) می‌باشد. در حالیکه آثار تاریخی بی نظیری از دوره اشکانیان و دوران اسلامی در آن سوی مرزها قرارگرفته‌است.

## صنایع دستی

### پوستین دوزی
مردم درگز در سال ۱۳۰۰ شمسی قسمت عمده‌ای از احتیاجات خود را از قبیل فروشگاه پوشاک و… را تهیه می‌کردند، در زمستان مردان پوستینی یا قبایی که به آن چوخا می‌گویند از پشم گوسفند و موی بز به صورت یک نوع برک زبر و ضخیم می‌بافتند و به تن می‌پوشاندند. پوستین‌های درگز از حیث پرداخت در خراسان و حتی ایران معروف بوده اما امروز پوستین دوزی رونق خود را از دست داده و شاید تعداد کارگاه‌های آن از ۵ مورد تجاوز نکرده باشد.

### قالی بافی
این صنعت هنوز در بعضی از روستاها به صورت سنتی ادامه دارد و منبع درآمدی برای خانواده‌ها می‌باشد.

## دانشگاه‌ها و مراکز آموزش عالی
- دانشگاه پیام نور درگز
- دانشگاه آزاد اسلامی درگز
- دانشکده فوریت‌های پزشکی درگز

## نگارخانه

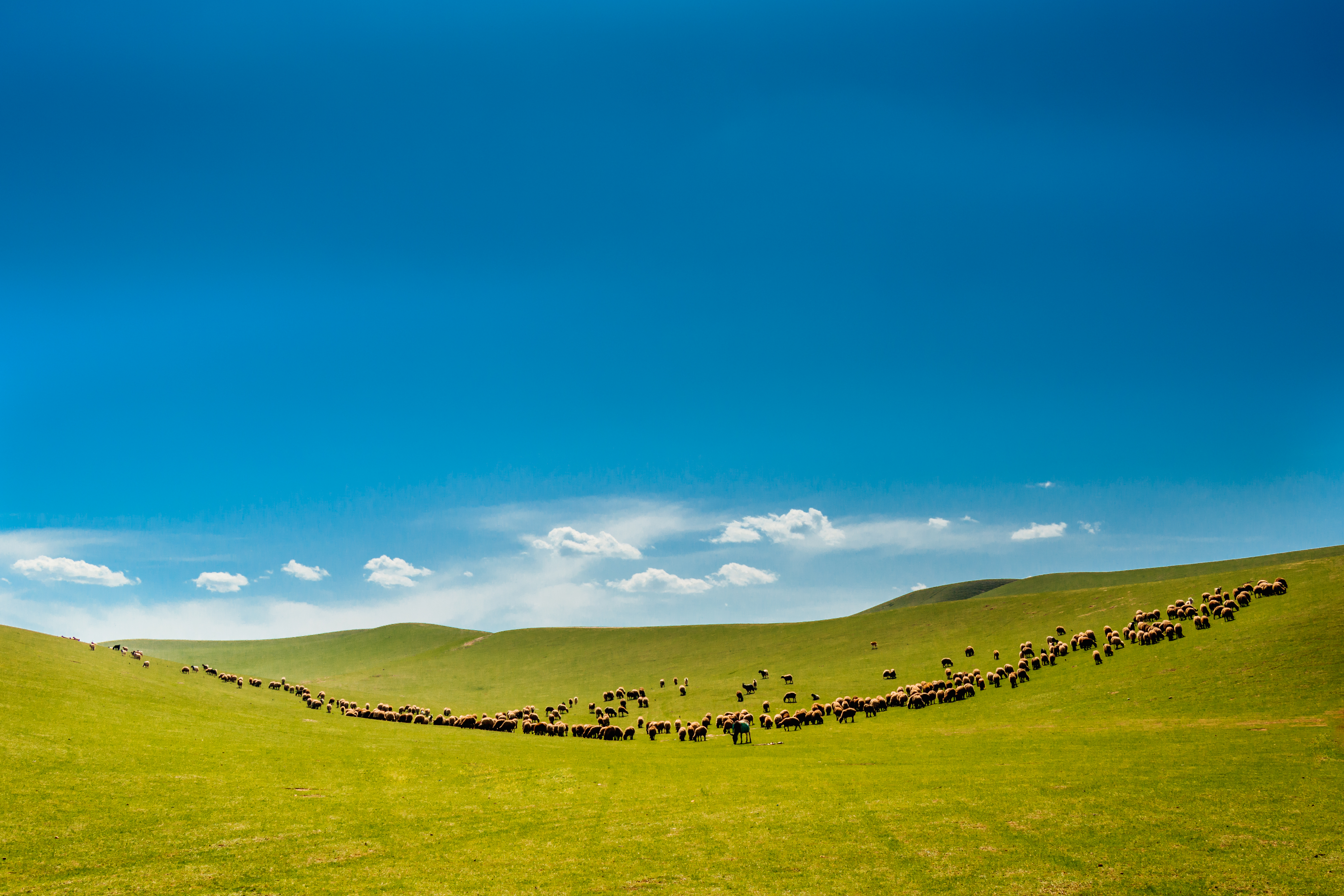
شیلگان دره - بهار

میاکوه درگز
شیلگان دره مرز ترکمنستان
عرب چاه در مسیر درگز به کلات
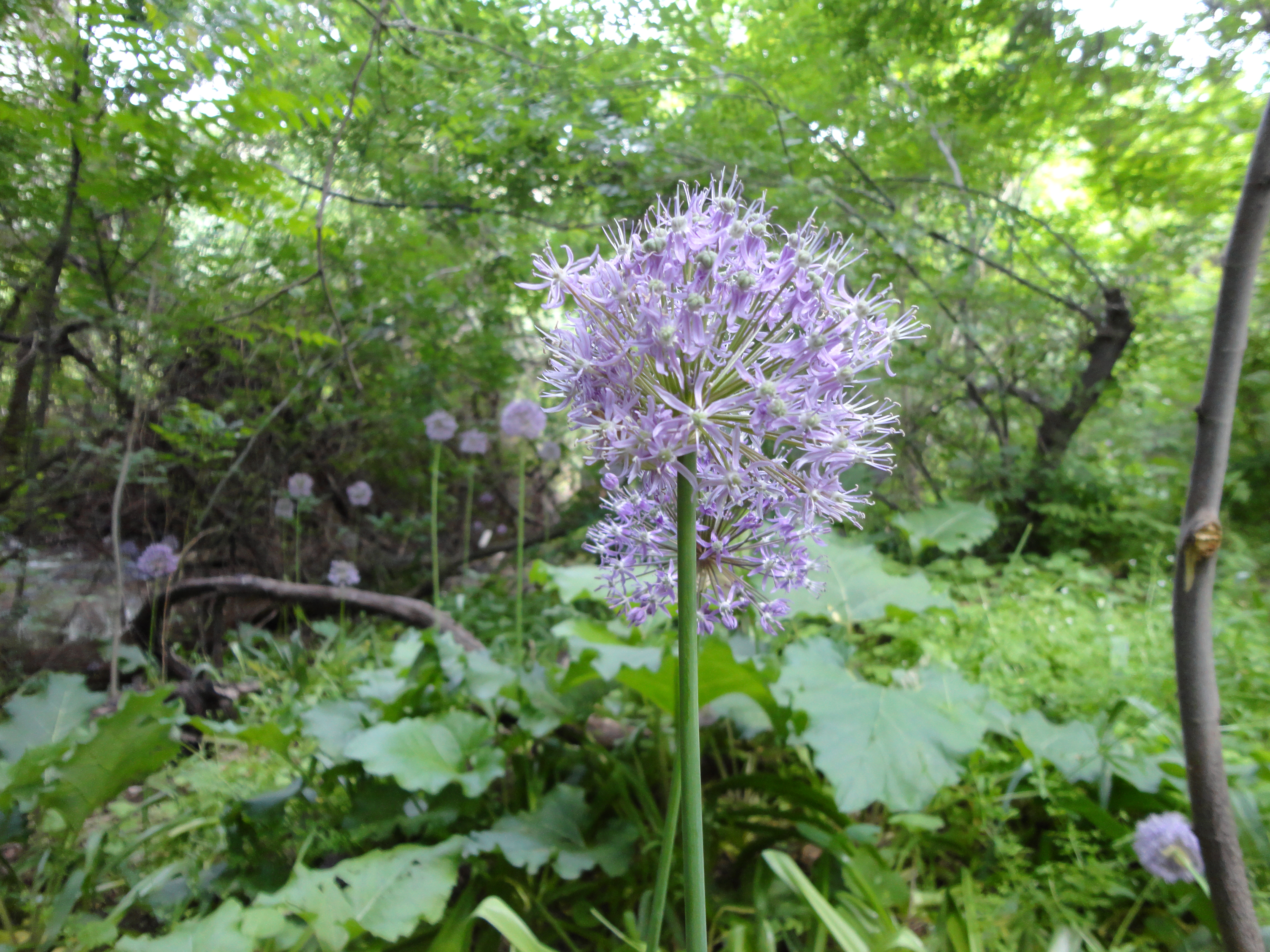
پارک ملی تندوره - چهلمیر
میانکوه درگز